# Rotschnabel-Sonnenvogel
Der Rotschnabel-Sonnenvogel (Leiothrix lutea), auch Sonnenvogel oder Chinanachtigall genannt, ist eine Vogelart aus der Familie der Häherlinge (Leiothrichidae). Sein natürliches Verbreitungsgebiet erstreckt sich vom Nordosten Pakistans bis zum östlichen China. Die Art ist als Käfigvogel sehr populär und wurde in einigen Gebieten der Erde wie z. B. auf Hawaii, in Japan, auf Réunion sowie in Europa eingebürgert. Hier ist die Art lückig in Süd- und Westeuropa verbreitet. Seit den 1990er Jahren etablierten sich Populationen in Frankreich, Italien, Spanien und Portugal. Die größten Populationen finden sich dabei in Neu-Aquitanien (SW-Frankreich) sowie in Norditalien von Ligurien bis in die Toskana. Eine weitere Ausbreitung der Art in Europa wird erwartet.

## Beschreibung
Der Rotschnabel-Sonnenvogel ist mit 14–15 cm Körperlänge etwa sperlingsgroß. Er wiegt zwischen 18 und 28 g. Auffällig sind der korallenrote Schnabel mit schwarzer Basis, die gelbe Kehle, die orange Brust und das gelbe Flügelmuster, deren lebhafte Farben sich von dem übrigen olivgrauen Gefieder deutlich abheben. Die Iris ist braun bis karminrot. Die Beine sind grünlich gelb bis hellbraun.
Bei adulten Männchen der Nominatform geht das gelbliche Oliv des Scheitels auf dem Nacken allmählich in das helle Grau der übrigen Oberseite über. Zügel und Augenregion sind gelblich beige, die Ohrdecken hell graubeige. Der Bartstreif ist an seinem unteren Rand schwärzlich oliv und wird zu den Ohrdecken und Halsseiten hin sehr viel heller. Das lebhafte Gelb von Kinn und Kehle geht zur  Brust hin in ein Rostorange über, das wiederum auf der mittleren Brust zu einem Gelb wird und dann in das Oliv des Bauches verläuft, derweil die Flanken grau getönt sind. Die Federn des Oberflügels sind zu einem großen Teil lebhaft gelb gesäumt mit einem kastanienroten Fleck an der Basis der Handschwingen. Die äußeren Armschwingen tragen an der Basis einen gelben Fleck. Die sehr langen Oberschwanzdecken tragen weiße Spitzensäume. Die Steuerfedern sind glänzend schwarz.
Das Weibchen ist etwas kleiner als das Männchen mit eher grünolivem Scheitel graueren Ohrdecken und kleinerem kastanienroten Fleck auf den Handschwingen. Vögel im Jugendkleid ähneln dem Weibchen, haben aber einen helleren Schnabel und einen eher grauen Scheitel. Die Unterseite ist olivgrau mit weißlicher Mitte.

## Stimme

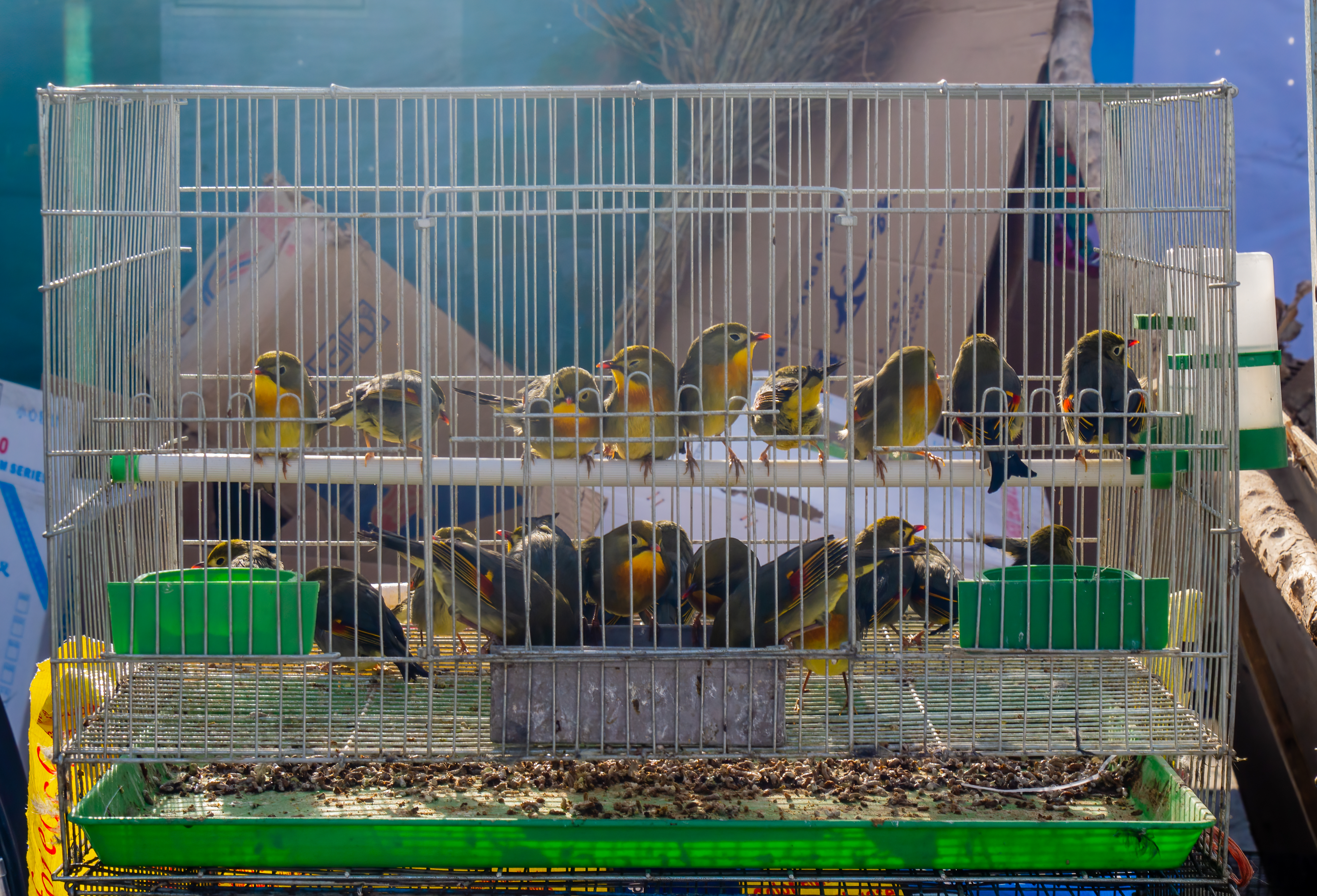
Sonnenvögel in einem Zoogeschäft in Peking

Der sehr variable Gesang (Hörbeispiel) ist eine recht lange und komplexe Strophe aus relativ schnellen, flötenden Lauten und erinnert entfernt an eine Mönchsgrasmücke. Eine zweite Variante ist kürzer mit einer begrenzten Anzahl an Silben, eine dritte ist leiser und weniger melodisch. Sie ist vom Männchen bei der Balz zu hören, wenn es das Weibchen verfolgt.
Zu den Rufen zählt ein kehliges, leicht nasales schriep oder ssierk (Hörbeispiel), das auch bei Bedrohung oder Aufregung zu einer schnellen, ratternden Folge gereiht wird (Hörbeispiel). Ebenso werden ein kurzes, hartes zip oder als Alarmruf ein rau summendes ssriti-ssriti-ssriti-… beschrieben.

## Geografische Variation
Die südöstliche Unterart L. l. kwangtungensis  ähnelt der Nominatform, weist aber einen gelblicheren Scheitel und eine eher oliv getönte übrige Oberseite auf. Gesicht, Halsseiten und Unterseite sind ebenfalls gelblicher. An der Basis der Armschwingen findet sich ein oranger Fleck. Die westliche Unterart L. l. kumaiensis ist auf dem Scheitel grünlicher und weist eine weniger ausgedehnte gelbliche Tönung auf als die Nominatform. Während die Handschwingenbasen nur eingeschränkt kastanienfarben sind, zeigen die Außensäume der inneren Handschwingen an der Spitze eine orangerote Färbung. Die Unterart L. l. calipyga, die vom mittleren Himalaya bis Myanmar vorkommt, ähnelt kumaiensis, ist oberseits aber gelblicher. Zudem nehmen die orangeroten Säume der inneren Handschwingen die ganze Länge der Feder ein. L. l. yunnanensis ähnelt oberseits kumaiensis, weist aber einen weißlichen Zügel und Augenbereich auf. Kinn und Brust sind heller und der Flügel weist keine orange oder rötliche Färbung auf.
- L. l. kumaiensis Whistler, 1943 – vom nordwestlichen Himalaya (nordöstliches Pakistan) ostwärts bis nach Uttarakhand, Indien
- L. l. calipyga (Hodgson, 1837) – Nepal ostwärts bis Bhutan, nordöstliches Indien, südöstliches Tibet und äußerster Nordwesten Myanmars
- L. l. yunnanensis Rothschild, 1921 – nordöstliches Myanmar sowie westliches und südwestliches Yunnan
- L. l. lutea (Scopoli, 1786) – Nominatform, südliches Gansu und südliches Shaanxi ostwärts bis in den Westen Hubeis, südliches Anhui, nördliches Zhejiang und Norden Fujians, südwärts bis ins mittlere und südliche Sichuan, Guizhou und Norden Guangxis
- L. l. kwangtungensis Stresemann, 1923 – südöstliches Yunnan ostwärts bis ins mittlere Guangxi, südliches Hunan, Guangdong und äußerster Norden Tonkins

## Lebensraum und Wanderungen
Der Rotschnabel-Sonnenvogel besiedelt dichtes Unterholz in relativ offenen, immergrünen Laub-, Kiefern- oder Mischwäldern. Zudem ist die Art in Sekundärbewuchs, Buschland, verwildertem Kulturland, Teeplantagen oder Bambusbeständen zu finden. Auch Gebüsche des Wandelröschens – in der Alten Welt ein invasiver Neophyt – werden als Habitat angenommen. Die Höhenverbreitung liegt meist zwischen 900 und 2400 m. Seltener ist die Art auch ab 75 m oder bis in Höhen von 3400 m zu finden. Die Art ist meist Standvogel, jedoch wandert sie mancherorts zum Winter hin in tiefere Lagen ab. So werden in Bhutan im Sommer kühl gemäßigte Laub- und Nadelwälder in Höhen von 1800–3200 m besiedelt, während die meisten Winternachweise zwischen Anfang November und Ende April aus warmgemäßigten Laubwäldern in Höhen von 1000–2800 m stammen.

## Ernährung
Die Nahrung des Rotschnabel-Sonnenvogels besteht aus Wirbellosen, Beeren und Sämereien wie beispielsweise solche von Gräsern oder Rhus. Zur tierischen Nahrung können Imagines und Larven von Schmetterlingen, Hautflüglern und Zweiflüglern gehören, aber auch Schnecken, Spinnentier und Hundertfüßer. Vögel in Gefangenschaft wiesen eine entschiedene Vorliebe für Spinnen und weichen Raupen auf, während sie harte Käfer, beinlose Larven und sehr kleine Insekten als Nahrung verschmähten. Ameisen wurden allenfalls beim Einemsen aufgenommen.
Die Nahrung wird meist unter hastigen Bewegungen in der unteren Strauchschicht oder auf dem Boden gesucht, wobei sich oft kleinere Trupps von vier bis sechs, manchmal auch bis zu 20 Vögeln zusammenfinden. Gelegentlich schließt sich die Art wohl auch gemischten Verbänden an. Manchmal klettern die Vögel auch Bäume hinauf und sammeln Insekten oder Beeren ab, hängen kopfüber an Zweigen oder vollführen kurze Fangflüge.

## Fortpflanzung

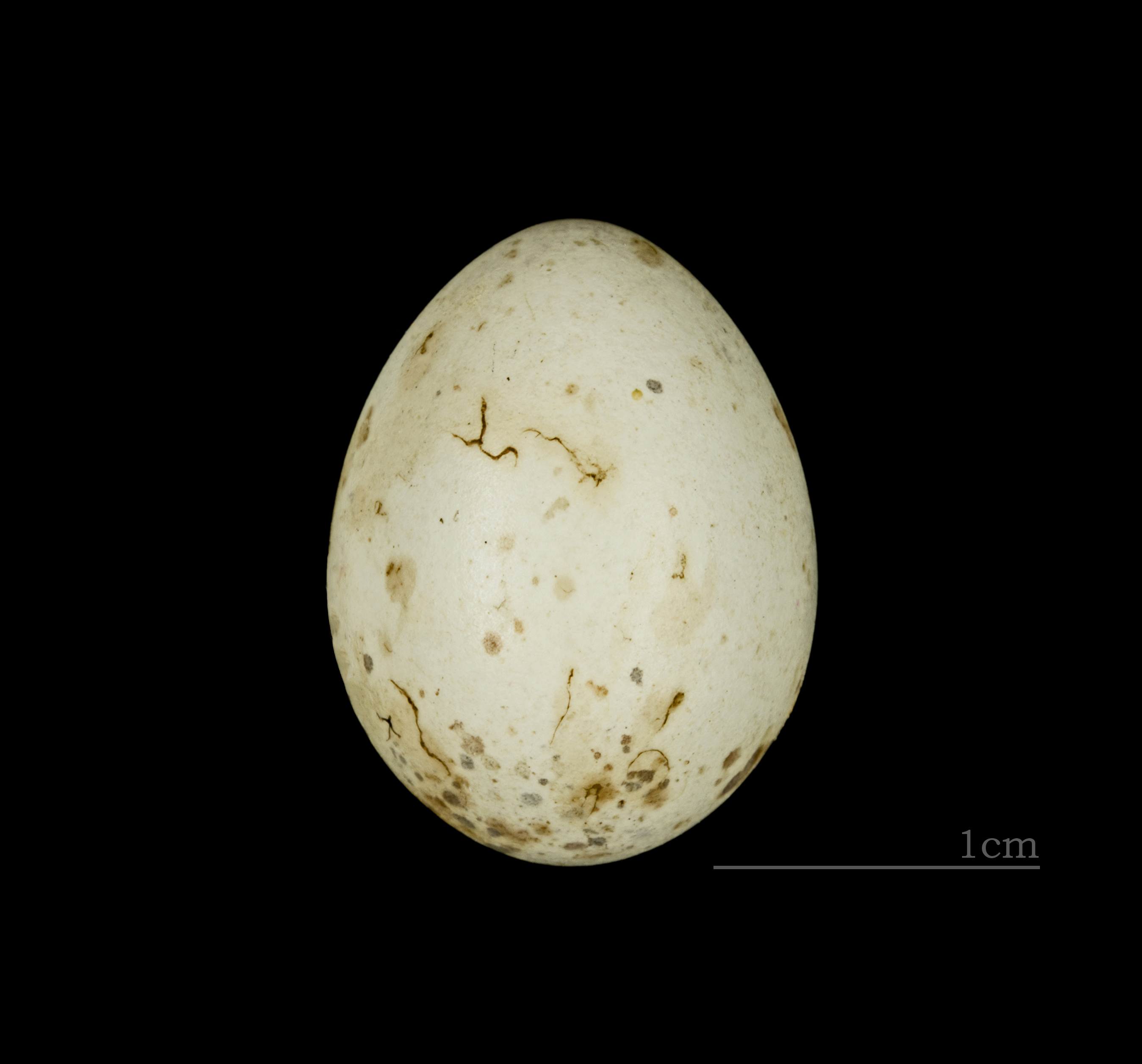
Ei des Rotschnabel-Sonnenvogels

Die Brutzeit des Rotschnabel-Sonnenvogels liegt zwischen April und Oktober. Singende Männchen werden in Bhutan von Mitte Mai bis August festgestellt. Es finden mehrere Jahresbruten statt.
Das Nest ist ein regelmäßiger oder rundovaler Napf von variabler Tiefe und Festigkeit, der zwischen 60 cm und 1,50 m, seltener in bis zu 4,5 m hoch in Büschen oder Bambusbeständen steht. Er besteht aus feinen und groben Grashalmen, welken Bambus- und anderen Blättern, skelettiertem Laub, Moos, Flechten und feinen Rattanstücken. Die Nistmulde wird mit feinen Würzelchen, Gräsern, Palmfasern, Ranken oder Farnstängeln ausgepolstert. Das Nistmaterial wird vom Männchen herbeigeschafft und vom Weibchen verbaut.
Das Gelege besteht aus 3–4, seltener 5 Eiern, die auf blauem bis grünlichem oder weißlich grünem, selten auch weißem Grund rotbraun bis umbrabraun gefleckt, rotbraun bis purpurn gesprenkelt und mit hellvioletten Streifen oder Wolken versehen sind. Die Eier werden von beiden Eltern 11½–14 Tage bebrütet, woran das Weibchen meist den größeren Anteil hat. Die Nestlingszeit dauerte in Gefangenschaft zwischen 9 und 12 Tagen, währenddessen die Jungen von beiden Eltern versorgt wurden.